# Sitophilus granarius
La calandra del grano (Sitophilus granarius (Linnaeus, 1758)) è un piccolo insetto curculionoideo della famiglia Dryophthoridae, noto sin dai tempi degli antichi Romani come infestante dei granai.

## Descrizione
È un insetto di piccola taglia (circa 2,5–4,5 mm di lunghezza), con elitre di colore bruno-nerastro, con tonalità variabili chiare o scure; presenta un lungo rostro, più lungo nelle femmine che nei maschi, ed antenne rossastre genicolate. Le ali posteriori sono assenti, per cui è incapace di volare; le zampe sono bruno-rossastre.
Le larve, dalla tipica forma a "C", sono lunghe 3,5–4,0 mm, di colore bianco-giallastro, con un capo di colore marrone scuro.

## Biologia

### Alimentazione
La calandra del grano è un fitofago che attacca vari cereali in magazzino, con particolare predilezione per il frumento, l'orzo, il mais, i ceci, ma in grado di infestare anche avena, segale, miglio e grano saraceno. Il danno si manifesta sulle cariossidi ed è determinato dagli adulti, ma soprattutto dalle larve.

### Riproduzione
La femmina rosicchia il seme creandovi un piccolo buco in cui depone le uova che poi sigilla con un materiale gelatinoso. Lo sviluppo larvale dura 57–71 giorni, durante i quali le larve scavano all'interno del seme, passando attraverso quattro mute; completato il quarto stadio formano una cella pupale; l'impupamento dura 5–16 giorni, al termine dei quali l'adulto fuoriesce dal seme.
La calandra sverna come adulto e compie da 3 a 6 generazioni all'anno.

### Parassiti
Sitophilus granarius è spesso parassitato dall'imenottero Anisopteromalus calandrae (Pteromalidae).

## Specie simili
Si ricorda la calandra del riso, Sitophilus oryzae, che provoca sul riso danni analoghi alla specie descritta.